# کت چرمی
کت چرمی فیلم ایرانی به کارگردانی حسین میرزامحمدی، تهیه‌کنندگی کامران حجازی و نویسندگی مسعود هاشمی‌نژاد محصول سال ۱۴۰۱ است. این فیلم در چهل و یکمین دوره جشنواره بین‌المللی فیلم فجر اکران شد. همچنین محمدحسین مهدویان نیز به عنوان مشاور کارگردان در این فیلم حضور دارد.

## داستان
عیسی فرهمند (جواد عزتی)، بازرس سازمان بهزیستی است که در حین بررسی تخلفات مالی یکی از مراکز، متوجه یک باند فساد اقتصادی و ترانزیت مواد مخدر توسط دختران بد سرپرست می‌شود.

## بازیگران
- جواد عزتی[۴]
- صابر ابر
- گلاره عباسی
- پانته‌آ پناهی‌ها
- ستاره پسیانی
- عباس جمشیدی‌فر
- مائده طهماسبی
- بهزاد خلج
- امین میری
- محمد صدیقی‌مهر
- آیدا ماهیانی
- سارا حاتمی
- رؤیا تیموریان
- سیامک احصایی

## جوایز و افتخارات
| مراسم                        | تاریخ برگزاری | رده                | نامزد           | نتیجه    | منبع        |
| ---------------------------- | ------------- | ------------------ | --------------- | -------- | ----------- |
| چهل و یکمین جشنواره فیلم فجر | ۲۲ بهمن ۱۴۰۱  | بهترین طراحی صحنه  | عباس بلوندی     | نامزدشده | [ ۵ ] [ ۶ ] |
| چهل و یکمین جشنواره فیلم فجر | ۲۲ بهمن ۱۴۰۱  | بهترین تدوین       | عماد خدابخش     | نامزدشده | [ ۵ ] [ ۶ ] |
| چهل و یکمین جشنواره فیلم فجر | ۲۲ بهمن ۱۴۰۱  | بهترین فیلمبرداری  | آرمان فیاض      | نامزدشده | [ ۵ ] [ ۶ ] |
| چهل و یکمین جشنواره فیلم فجر | ۲۲ بهمن ۱۴۰۱  | بهترین فیلمنامه    | مسعود هاشمی‌نژاد | نامزدشده | [ ۵ ] [ ۶ ] |
| چهل و یکمین جشنواره فیلم فجر | ۲۲ بهمن ۱۴۰۱  | بهترین نقش مکمل زن | ستاره پسیانی    | نامزدشده | [ ۵ ] [ ۶ ] |
| چهل و یکمین جشنواره فیلم فجر | ۲۲ بهمن ۱۴۰۱  | بهترین نقش مکمل زن | سارا حاتمی      | برنده    | [ ۵ ] [ ۶ ] |
| چهل و یکمین جشنواره فیلم فجر | ۲۲ بهمن ۱۴۰۱  | بهترین نقش مکمل زن | رؤیا تیموریان   | نامزدشده | [ ۵ ] [ ۶ ] |
| چهل و یکمین جشنواره فیلم فجر | ۲۲ بهمن ۱۴۰۱  | بهترین نقش اول مرد | جواد عزتی       | نامزدشده | [ ۵ ] [ ۶ ] |
| چهل و یکمین جشنواره فیلم فجر | ۲۲ بهمن ۱۴۰۱  | بهترین کارگردانی   | حسین میرزامحمدی | نامزدشده | [ ۵ ] [ ۶ ] |
| چهل و یکمین جشنواره فیلم فجر | ۲۲ بهمن ۱۴۰۱  | بهترین فیلم        | کامران حجازی    | نامزدشده | [ ۵ ] [ ۶ ] |
| چهل و یکمین جشنواره فیلم فجر | ۲۲ بهمن ۱۴۰۱  | بهترین فیلم اول    | حسین میرزامحمدی | نامزدشده | [ ۵ ] [ ۶ ] |